# 漆树坝乡
漆树坝乡是中国陕西省汉中市勉县下辖的一个乡。

## 行政区划
漆树坝乡下辖以下行政区：
漆树坝村、张家桥村、漂草沟村、唐家坝村、石梯沟村、干水磨村